# Landkreis Ebersberg
Landkreis Ebersberg ligger øst for München i det  bayerske Regierungsbezirk Oberbayern. Med et areal på  549,3 kvadratkilometer og omkring 125.000 er det en af de mindste landkreise i Tyskland

## Geografi
Området omfatter i vest Münchener Schotterebene (Grusletten ved München) med  Ebersberger Forst, der er et af de største sammenhængende skovområder i sydtyskland; mod nord og nordøst ligger Isen-Sempt-Hügelland og mod syd  og øst Inn-Chiemsee-Hügelland (Hügelland = bakkeland) . Der er talrige  natur- og landsskabsbeskyttelsesområder i kreisen, blandt andre Egglburger See. Administrationsbyen Ebersberg,  ligger i den sydøstlige del af kreisområdet.

### Nabolandkreise
Landkreis Ebersberg er omgivet af f'ølgende landkreise: i nord Landkreis Erding, i nordøst  Landkreis Mühldorf am Inn, i øst og syd  Landkreis Rosenheim og i vest  Landkreis München.

## Byer og kommuner
Kreisen havde 142142  indbyggere pr.  2018-12-31

| Byer 1. Ebersberg (12239) 2. Grafing bei München (13660) Købstæder (Markt) 1. Glonn (5276) 2. Kirchseeon (10607) 3. Markt Schwaben (13605) | Kommuner 1. Anzing (4429) 2. Aßling (4521) 3. Baiern (1457) 4. Bruck (1293) 5. Egmating (2336) 6. Emmering (1504) 7. Forstinning (3827) 8. Frauenneuharting (1571) 9. Hohenlinden (3228) 10. Moosach (1549) 11. Oberpframmern (2450) 12. Pliening (5630) 13. Poing (15953) 14. Steinhöring (4149) 15. Vaterstetten (23422) 16. Zorneding (9436) |

Verwaltungsgemeinschafte
1. Aßling
(Gemeinden Aßling, Emmering und Frauenneuharting)
2. Glonn
(Markt Glonn und Gemeinden Baiern, Bruck, Egmating, Moosach und Oberpframmern)

Kommunefrie ubeboede områder
1. Anzinger Forst (31 km²)
2. Ebersberger Forst (18 km²)
3. Eglhartinger Forst (27 km²)